# Samir Salameh
Samir Salameh (en árabe: سمير سلامة؀, Safed, 16 de agosto de 1944-Le Grand Lucé, 16 de agosto de 2018) fue un artista visual palestino. fue miembro además de la Organización para la Liberación de Palestina.

## Biografía
Tras la nakba se refugió primero en el Líbano y luego en Francia, donde estudió en la  Escuela de Bellas Artes de París.
Expuso sus obras en exhibiciones individuales o colectivas en Tel Aviv, Ramala o Dubái.